# Jonny Steinberg

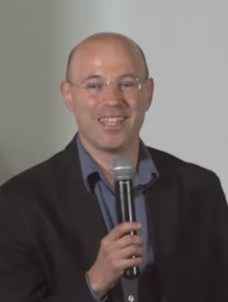
Steinberg (2014)

Jonny Steinberg (* 22. März 1970) ist ein südafrikanischer Journalist, Autor und Herausgeber.
Steinberg studierte an der Witwatersrand-Universität in Johannesburg und ging anschließend als Rhodes-Stipendiat nach Oxford. Dort promovierte er in Politischer Philosophie. 1998 kehrte er nach Südafrika zurück und arbeitete für die Tageszeitung Business Day.
Er verließ die Zeitung, um sein erstes Buch Midlands zu schreiben, das sich mit Rassenkonflikten in Südafrika nach dem Ende der Apartheid beschäftigt. Er gewann damit den Alan Paton Award und wiederholte diesen Erfolg zwei Jahre später mit seinem zweiten Buch The Number. Neben seiner Tätigkeit als Autor gab er zwei Bücher über das zeitgenössische Südafrika heraus.
2013 wurde Steinberg mit einem Windham–Campbell Literature Prize in der Kategorie „Nonfiction“ ausgezeichnet.

## Werke
Als Autor
- Midlands. Jonathan Ball Publishers, 2002. ISBN 1-86842-124-4.
- The Number: One Man's Search for Identity in the Cape Underworld and Prison Gangs. Jonathan Ball Publishers, 2004. ISBN 1-86842-205-4.
- Notes From A Fractured Country. Jonathan Ball Publishers, 2007. ISBN 978-1-86842-293-7.
- Sizwe's Test: A Young Man's Journey Through Africa's AIDS Epidemic. Simon & Schuster, 2008. ISBN 978-1-4165-5269-7.
- A Man of Good Hope. Vintage, 2015. ISBN 978-0-80417104-5.

Als Herausgeber
- From Comrades to Citizens: The South African Civics Movement and the Transition to Democracy. (International Political Economy Series). Routledge, 2000. (mit Glenn Adler)
- Crime Wave: The South African Underworld and its Foes. Witwatersrand University Press, 2000. ISBN 978-1-86814-368-9.
- mit Jan Beek, Mirco Goepfert, Olly Owen: Police in Africa: The Street Level View. Oxford University Press, New York 2017, ISBN 978-0-19-067663-6.

## Auszeichnungen
- 2003: Alan Paton Award für Midlands
- 2003: National Booksellers’ Choice Award für Midlands
- 2005: Alan Paton Award für The Number
- 2013: Windham–Campbell Literature Prize (Nonfiction)